# Anita Augspurg
Anita Augspurg (Verden, 22 settembre 1857 – Zurigo, 20 dicembre 1943) fu una femminista tedesca.

## Biografia
Quinta figlia di un avvocato, studiò recitazione a Berlino e si esibì in diversi teatri della Germania, dei Paesi Bassi e della Lituania. La nonna materna, morendo nel 1887, le lasciò una cospicua eredità, che la rese economicamente indipendente che le consentì di aprire anche un atelier fotografico con la fotografa e femminista Sophia Goudstikker che diverrà famoso con il nome di "Atelier Elvira".

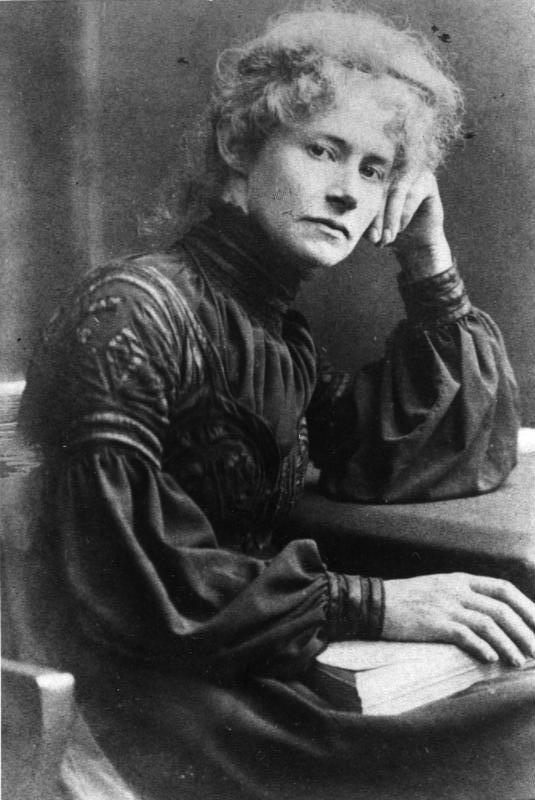
Lida Gustava Heymann

Nel 1890 s'impegnò con il movimento femminista perché in Germania fosse riconosciuta anche alle donne la possibilità di frequentare l'Università, possibilità concessa a partire dal 1893, anno nel quale la Augspurg andò a studiare legge nell'Università di Zurigo, dove otterrà la laurea nel 1897: fu così la prima donna tedesca a essere laureata in legge, ma non poté tuttavia esercitare la professione di avvocato, allora non ancora permessa alle donne.
Nel 1895 aveva intanto cominciato a collaborare al «Die Frauenbewegung» (Il movimento delle donne) con articoli che denunciavano la discriminazione cui era soggetta la donna nella legislazione sociale, qualificando in particolare il matrimonio come forma di prostituzione legalizzata. Nel 1896 partecipò alla Conferenza Internazionale delle donne, tenuta a Berlino, dove conobbe la femminista radicale Lida Gustava Heymann che divenne la compagna della sua vita.
Contraria alla guerra, propose forme di boicottaggio attivo; durante la Repubblica di Weimar, esercitò la professione legale e, oltre a indicare come obiettivo politico di massima la fine del capitalismo e l'organizzazione matriarcale di una futura società, continuò a battersi contro tutte le forme di discriminazione di sesso e di nazionalità, per il disarmo generale e per l'indipendenza di tutte le nazioni oppresse dal colonialismo. Si oppose all'antisemitismo e al nascente nazismo: quando Hitler prese il potere, lei e la Heymann si trovavano in Sud America e tornarono in Europa per stabilirsi a Zurigo dove entrambe morirono nel 1943.

## Scritti
- Lida Gustava Heymann, Anita Augspurg, Erlebtes, Erschautes. Deutsche Frauen kämpfen für Freiheit, Recht und Frieden, Hellmann, Frankfurt/M. 1992 ISBN 3-927164-43-7
- Ueber die Entstehung und Praxis der Volksvertretung in England. Knorr & Hirth, München 1898, zugleich: Dissertation, Zürich 1898